# البداوی
ال بداوی یک منطقهٔ مسکونی در عربستان سعودی است که در استان جازان واقع شده‌است.